# Idiopatisk
Idiopatisk (av klassisk grekiska ἴδιος, "egen", "separat", och πάθος, "smärta", "lidande") betyder att en viss sjukdom inte har en förklaring av olika orsaker. En sjukdom som klassificeras som idiopatisk kan vara ett resultat av en okänd faktor.
Ett exempel är juvenil idiopatisk artrit som är reumatism hos barn, där man å ena sidan ser den som en autoimmun sjukdom men också vet att det krävs en okänd faktor i miljön för att utlösa den.

### Webbkällor
- ”Idiopathic”. Concise Medical Dictionary. Oxford Reference. https://www.oxfordreference.com/view/10.1093/acref/9780199557141.001.0001/acref-9780199557141-e-4863?rskey=EVJW8h&result=5297. Läst 9 juni 2020.